# Oberleitungsbus Parma
Der Oberleitungsbus Parma ist ein im Jahr 1953 eröffnetes und aktuell aus vier Linien bestehendes O-Bussystem in der italienischen Provinzhauptstadt Parma, und neben Bologna, Modena und Rimini eins von vier noch bestehenden Systemen dieser Art in der Region Emilia-Romagna, welche damit die meisten aktiven O-Busnetze des Landes auf sich vereint. Betreiber ist die Tranvie Elettriche Parmensi (TEP).

## Liniennetz
Derzeit besteht das O-Busnetz in Parma aus vier Durchmesserlinien (Stand Juli 2013):
| Linie | Strecke                                                               | Fahrzeit        | Takt Wochen- / Feiertags |
| ----- | --------------------------------------------------------------------- | --------------- | ------------------------ |
| 1     | Strada Farnese – Via Mazzini – Barriera Garibaldi                     | 19 / 19 Minuten | 15 / 20 Minuten          |
| 3     | Crocetta – Ospedale – Via Mazzini – Piazza Garibaldi – San Lazzaro    | 26 / 26 Minuten | 15 / 30 Minuten          |
| 4     | Via Mordacci – Ospedale – Via Mazzini – Piazza Garibaldi – Via Parigi | 27 / 28 Minuten | 15 / 30 Minuten          |
| 5     | Via Chiavari – Ospedale – Via Mazzini – Piazza Garibaldi – Via Orazio | 37 / 35 Minuten | 12 / 30 Minuten          |

Zentraler Abschnitt des Netzes, der von allen Linien befahren wird, ist die Ponte di Mezzo über den Fluss Parma und die östlich angrenzende Via Giuseppe Mazzini.
Die Linie 1 beginnt im Südwesten der Stadt an der Strada Comunale Farnese, wobei die Wendeschleife unmittelbar neben dem Autobahnring Tangenziale Sud liegt. Über die Via Baganza und die Via Taro werden die großflächigen Depotanlagen umrundet, bevor die Strecke an der Viale Villetta die Kreuzung mit der zum Haupttor des Depots führenden Betriebsstrecke erreicht. Am Friedhof Cimitero della Villetta vorbei wird der Piazzale Tomaso Barbieri erreicht, auf der das Stadttor Porta San Francesco, gemeinhin bekannt als Barriera Bixio, durchquert wird. Über die Strada Nino Bixio wird unmittelbar an der Ponte di Mezzo der zentrale Streckenabschnitt erreicht. Nördlich der Via Giuseppe Mazzini verläuft die Linie 1 über die Strada Giuseppe Garibaldi zur nördlichen Endstation am Kreisverkehr Barriera Garibaldi, der nur wenige Meter vom Bahnhof entfernt liegt.
Linie 3 durchquert Parma auf der nahezu geradlinigen Ost-West-Achse: Vom Kreisverkehr Via Cremonese in Crocetta ausgehend folgt die Strecke der Via Emilia Ovest, die weiter stadteinwärts zur Via Gramsci wird und am Universitätskrankenhaus Ospedale Maggiore di Parma vorbei führt. Nach dem Passieren der Barriera Santa Croce erreicht die Linie über die Via D'Azeglio die Ponte di Mezzo im Stadtzentrum. Hinter der Piazza Garibaldi Giuseppe folgt die Linie der Strada della Repubblica zur Barriera Repubblica, wo sie die Innenstadt wieder verlässt. Auf der Via Emilia Est wird die Endhaltestelle in San Lazzaro erreicht. Diese befindet sich auf einem kleinen Platz an der Kreuzung der Via Marco Emilio Lepido und Via Catullo.
Die Linie 4 beginnt in der Via Mordacci Renato e Sergio im Westen der Stadt und folgt ab dem Zusammentreffen auf der Via Gramsci der Linie 3 auf deren Verlauf durch die Innenstadt. Im Osten zweigt die Strecke von der Via Marco Emilio Lepido in die Via Passo di Lagastrello ab und verlässt damit den gemeinsamen Abschnitt nach Norden. Durch die Wohnstraßen Via Passo del Bratello, Via Passo Colla, Via Quarta, wird die Endhaltestelle an der Kreuzung  Via Parigi und Via Atene erreicht.

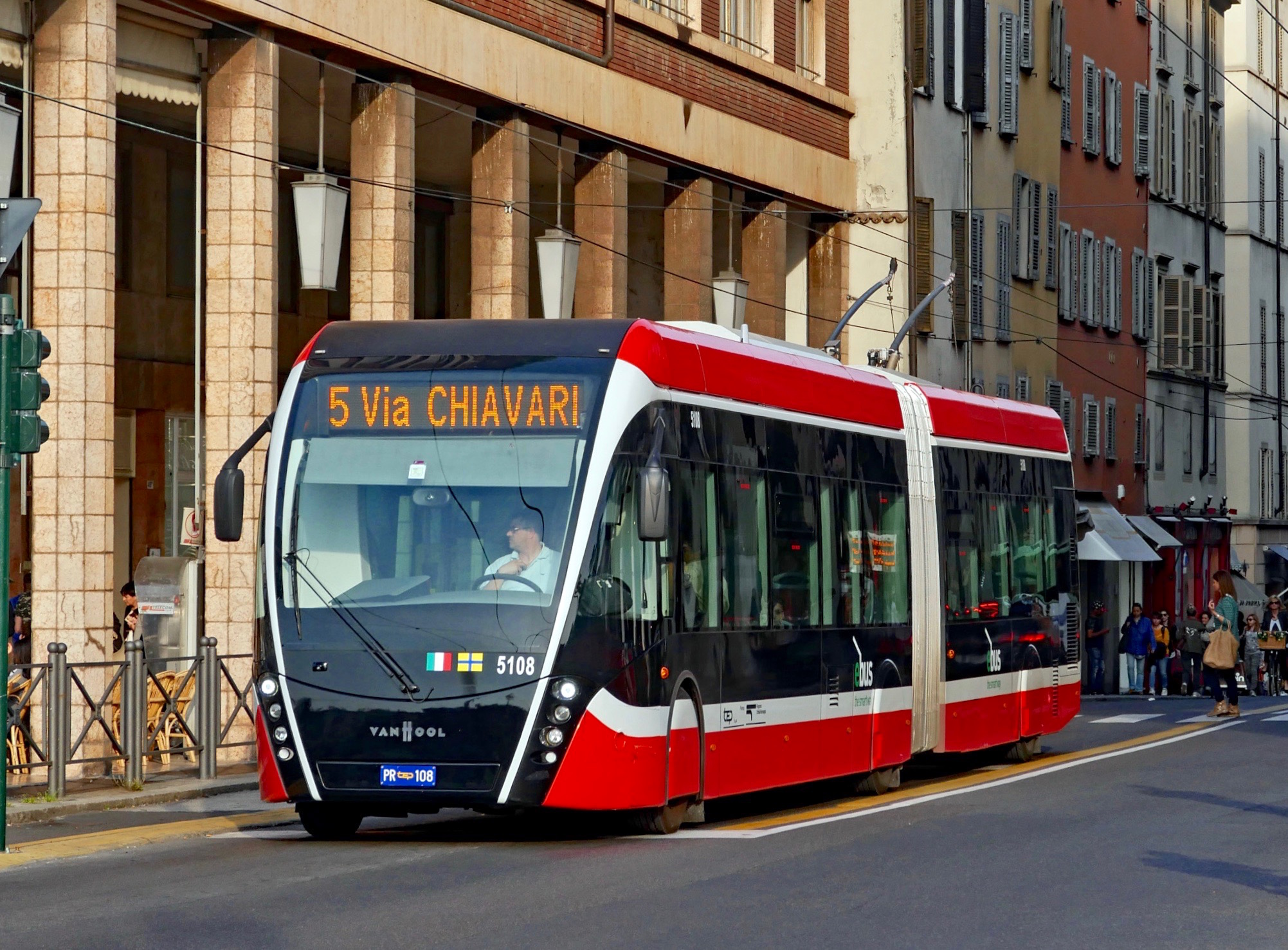
Ein Van Hool ExquiCity 18 auf Linie 5

Südwestlich der Stadt beginnt die Linie 5 in Cavagnari. Von der Endhaltestelle in Via Chiavari verläuft die Strecke auf der Via la Spezia stadteinwärts. Über die Via Silvio Pellico und die Via Alexander Fleming wird das Stadtviertel Palasport erschlossen, bevor durch die Via Monsignore Evasio Colli und Via Abbeveratoia das Krankenhaus erreicht wird. Ab hier verläuft die Strecke gemeinsam mit den Linien 3 und 4 durch die Innenstadt. Rund 500 Meter östlich der Barriera Repubblica verlässt sie dann den gemeinsamen Verlauf, um über eine großzügige Schleife durch das südliche San Lazzaro über die Strada Antonoa Zarotto, Via Giuditta Sidoli, Via Ludovico Antonio Muratori und Via Orazio Quinto Flacco zur Endhaltestelle auf dem Piazzale Sallustio Gaio Crispo zu gelangen. Obwohl nur rund 200 Meter von der Wendeschleife der Linie 3 entfernt, besteht keine direkte Fahrleitungsverbindung zwischen beiden Außenästen.
Entgegen der anderen O-Buslinien, auf denen in der Regel auch die älteren Menarini zum Einsatz kommen, werden auf der Linie 5 ausschließlich Niederflurfahrzeuge eingesetzt.

## Geschichte

Streckennetz im Eröffnungsjahr 1953

Am 25. Oktober 1953 wurde in Parma ein aus drei Linien bestehendes O-Busnetz mit einer Länge von 13 Kilometern in Betrieb genommen, das die in die Jahre gekommene Straßenbahn ersetzte:
- Linie 1: Stazione FS ↔ cimitero della Villetta
- Linie 2: San Leonardo ↔ Via Montebello
- Linie 3: San Lazzaro ↔ Crocetta

Vom Mailänder Ingenieur Giuseppe Barbieri geplant wurde das Leitungsnetz von der ebenfalls in Mailand ansässigen Firma Compagnia Elettrotecnica Italiana installiert. Zur Betriebsaufnahme beschaffte man bei Fiat sechzehn 10,40 Meter lange und 2,50 Meter breite Trolleybusse mit Cansa-Aufbau, die über zwei Doppeltüren und 20 Sitzplätze sowie einen Fahrer- und einen Schaffnersitz verfügten.
Genau einen Monat nach Eröffnung wurde das Tramnetz am 25. November 1953 eingestellt.
Im Jahr 1968 verlängerte man die Linie 1 zum Friedhof Orzi di Baganza. 1972 wurde im Zuge einer Verlängerung die Linie 2 auf Omnibusbetrieb umgestellt. Heute sind auf der ehemaligen Strecke keine Fahrleitungen mehr vorhanden.
In den letzten Jahrzehnten wurde das Obus-System schrittweise ausgebaut: 1987 konnte die Linie 1 im Süden von Orzi di Baganza zur heutigen Endhaltestelle an der Strada Farnese erweitert werden. Im Jahr 1989 wurde die Buslinie 4 auf O-Busbetrieb umgestellt und 1998 erfolgte die Elektrifizierung der Buslinie 5.

## Depot
An der Via Villetta befindet sich das am 14. Juni 1969 eröffnete Großdepot »I° maggio« (deutsch »1. Mai«), das heute auf einer Fläche von 47.000 Quadratmetern Platz für sämtliche Fahrzeuge der TEP bietet. Über eine kurze Betriebsstrecke ist es an den südlichen Streckenast der O-Buslinie 1 angebunden. Auch die Werkstätten, die Direktion und die Büros der TEP befinden sich auf dem Areal.
Der Bau des ursprünglich 19.600 Quadratmeter großen Überlandbusdepots kostete seinerzeit 410 Millionen Lira. 1997 wurde die Anlage um einen Südteil erweitert, womit das städtische Depot »XXV aprile« (deutsch »25. April«) geschlossen werden konnte, das sich einen Häuserblock stadteinwärts ebenfalls an der Via Villetta befand und bis zu diesem Zeitpunkt die O-Busflotte beheimatete. Nach vier Jahren Bauzeit am 13. Juni 1965 eröffnet, hatte das Betriebsgelände für die Stadtbusse eine Gesamtfläche von 21.700 Quadratmeter, wovon 7.515 Quadratmeter überbaut waren. Auch die Leitstelle, die Direktion, Büros, Werkstätten, Waschhalle und Lager fanden ihren Platz.
Zuvor waren die O-Busse im ehemaligen Straßenbahndepot an der Via Pintor Giaime untergestellt, welches aufgrund der beengten Platzverhältnisse aufgegeben wurde.

## Fahrzeuge

### Aktueller Fuhrpark

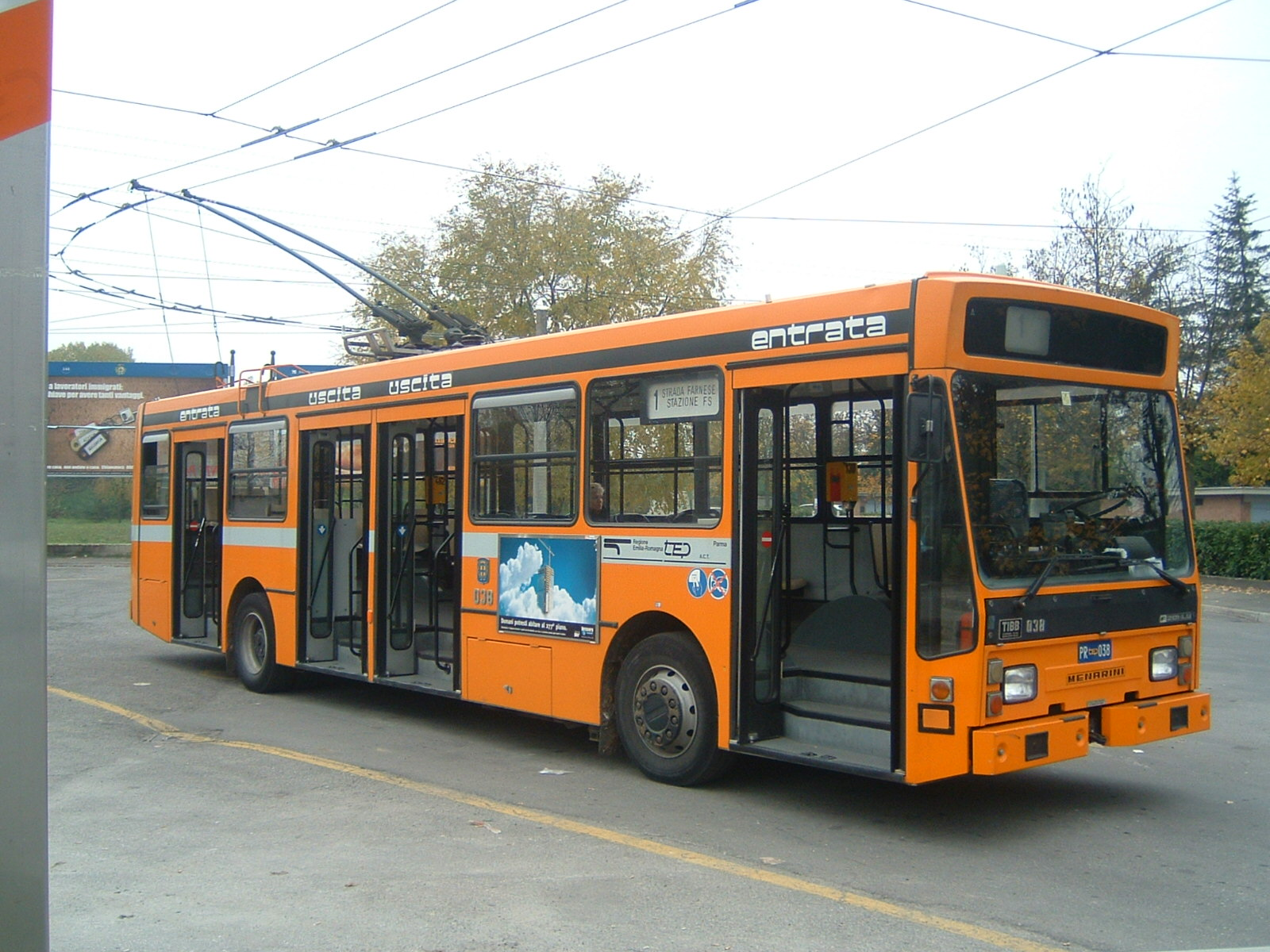
Menarini Nummer 038 mit TIBB-Elektrik aus dem Jahr 1986 beim Aufenthalt an der südlichen Endstation der Linie 1

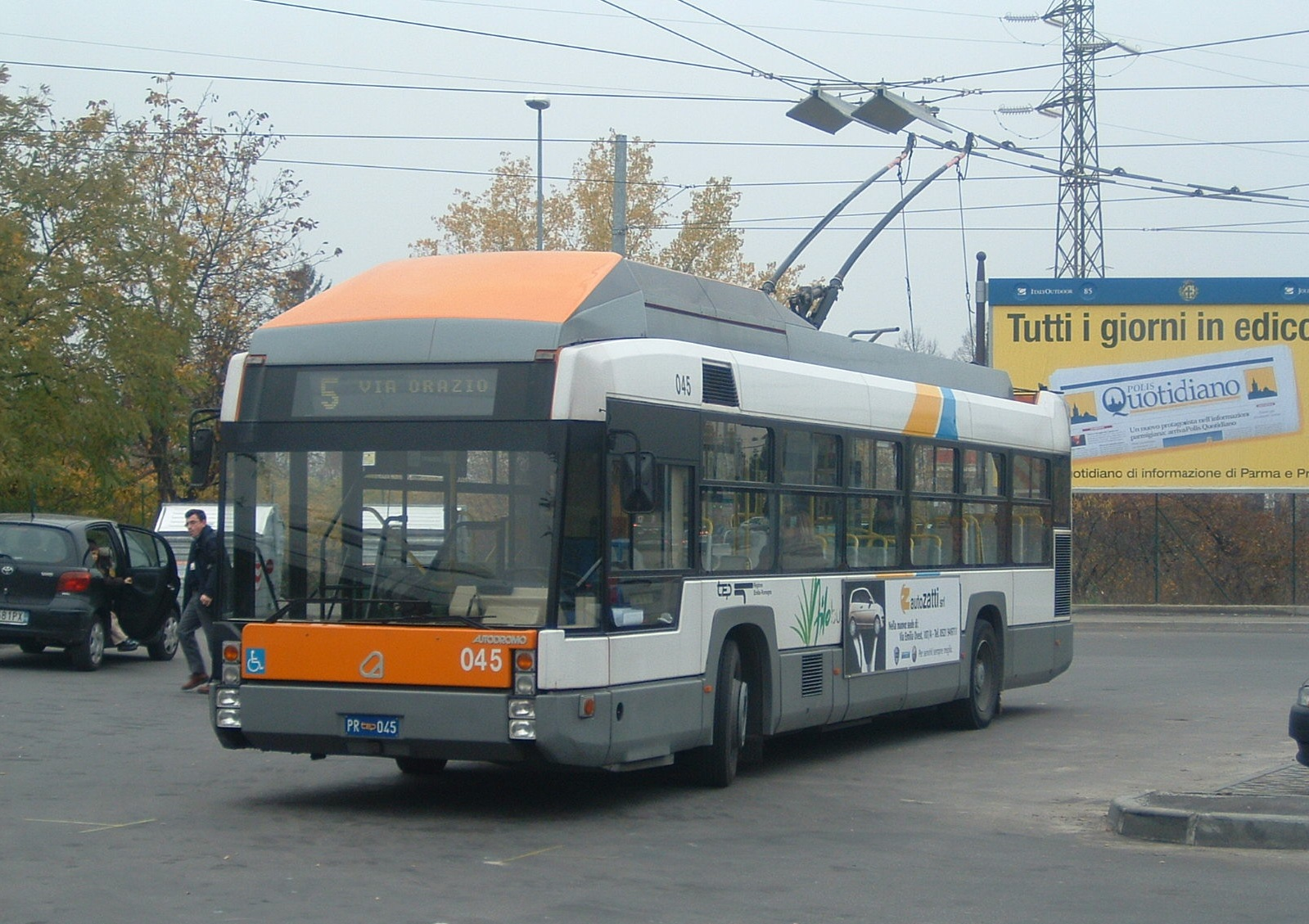
Von MAN und Autodromo hergestellter Niederflurwagen 045 im Einsatz auf Linie 5

Derzeit stehen 34 Solowagen zur Verfügung, darüber hinaus befinden sich neun Gelenktrolleybusse des Typs Van Hool ExquiCity kurz vor der Auslieferung. Sie werden nach Inbetriebnahme die Menarini-Solowagen ersetzen.
| Nummern   | Stück | Hersteller    | Elektrik      | Typ              | Art         | Baujahre | Anmerkung                     |
| --------- | ----- | ------------- | ------------- | ---------------- | ----------- | -------- | ----------------------------- |
| 021–030   | 10    | Menarini      | TIBB          | Monocar F 201 LU | Solowagen   | 1981     | teilweise abgestellt          |
| 031–040   | 10    | Menarini      | TIBB          | Monocar F 201 LU | Solowagen   | 1986     |                               |
| 041–048   | 08    | MAN/Autodromo | Adtranz-Kiepe | BusOtto          | Solowagen   | 1997     | niederflurig                  |
| 049–054   | 06    | MAN/Autodromo | Adtranz-Kiepe | BusOtto          | Solowagen   | 2000     | niederflurig                  |
| 5101–5109 | 09    | Van Hool      | Vossloh Kiepe | ExquiCity        | Gelenkwagen | 2012     | niederflurig, in Auslieferung |

### Ehemaliger Fuhrpark
Folgende Fahrzeugserien wurden inzwischen ausgemustert:
| Nummern | Stück | Hersteller   | Elektrik | Typ     | Art       | Baujahre | Anmerkung                                             |
| ------- | ----- | ------------ | -------- | ------- | --------- | -------- | ----------------------------------------------------- |
| 001–016 | 16    | Fiat / Cansa | TIBB     | 2401 FM | Solowagen | 1953     | Wagen 014 als historisches Fahrzeug in Parma erhalten |
| 017–018 | 02    | Fiat / Cansa | TIBB     | 2411    | Solowagen | 1959     | Wagen 017 als historisches Fahrzeug in Parma erhalten |
| 019–020 | 02    | Fiat / Cansa | TIBB     | 2411    | Solowagen | 1964     |                                                       |